# Gegia
Gegia, née Francesca Carmela Antonaci à Galatina (province de Lecce) le 16 juillet 1959, est une chanteuse, comédienne et actrice italienne,.

## Filmographie

### Actrice de cinéma
- 1979 : Nuits galantes d'une infidèle (it) (Amanti miei) d'Aldo Grimaldi
- 1981 : Miracoloni (it) de Francesco Massaro
- 1982 : Capitaine Malabar dit La Bombe (Bomber) de Michele Lupo
- 1982 : La sai l'ultima sui matti? de Mariano Laurenti
- 1983 : Champagne in paradiso (it) d'Aldo Grimaldi
- 1983 : Occhio, malocchio, prezzemolo e finocchio de Sergio Martino
- 1983 : Se tutto va bene siamo rovinati de Sergio Martino
- 1983 : Acapulco, prima spiaggia... a sinistra de Sergio Martino
- 1983 : Il tassinaro d'Alberto Sordi
- 1989 : Via Lattea... la prima a destra (it) de Ninì Grassia
- 1997 : Gli inaffidabili (it) de Jerry Calà
- 2001 : Une longue, longue, longue nuit d'amour (Una lunga lunga lunga notte d'amore) de Luciano Emmer
- 2018 : Io c'è (it) d'Alessandro Aronadio (it)
- 2018 : Le grida del silenzio (it) de Sasha Alessandra Carlesi
- 2016 : La notte è piccola per noi (it) de Gianfrancesco Lazotti
- 2022 : Belli ciao (it) de Gennaro Nunziante

## Discographie

### 45 tours
- 1980 – Dottore!!/Il materasso (POM, 5002) (en tant que duo musical Chips)
- 1980 – Toccami/Vieni facciamo l'amore (POM, 5004) (en tant que duo musical Chips)
- 1987 – Mo che t'acchiappo/Swisse petrol (EMI Italiana, 06 2018677)
- 1988 – Look/3 minuti di magia (Clou, 2030937)
- 1989 – Che bomba... ragazzi/La storia di una favola vera (EMI Italiana, 06 1188307)
- 1992 – Uffa quanto rompi perché non te lo compri (long version)/(instrumental version) (Hobby Musica, 101) (affiché Gegia Mariella e Barbara)

### 33 tours/CD
- 1988 – Gegiaclown (Many, MN 30 706)
- 1992 – E... canto anch'io (Bubble, CDBLU-1840)

### CD/téléchargement numérique
- 2014 – Mamma Dance (M&G Production)
- 2015 – Sexy Dance, musique et arrangements de Carlo Pirone
- 2016 – Baby Dance, (Polli Diomede Editore) musique et arrangements de Carlo Pirone texte de Salvatore Stano (Salvo Wurpless)
- 2024 - Un'estate d'amore (avec Mehmet Bozkurt)